# Alfred Schmalzer
Alfred Schmalzer, avstrijski rokometaš, * 28. oktober 1912, † 21. januar 1944.
Leta 1936 je na poletnih olimpijskih igrah v Berlinu v sestavi avstrijske rokometne reprezentance osvojil srebrno olimpijsko medaljo.